# 정문과 비문
언어학에서 정문(正文)과 비문(非文)은 각각 문법에 맞는 문장과 맞지 않는 문장을 말한다.
생성문법론에서는 자연어 문장의 정문과 비문을 구분할 때 그 언어를 모어로 습득한 사람의 직관을 기준으로 한다.

## 같이 보기
- 보편문법